# Pardosa tikaderi
Pardosa tikaderi là một loài nhện trong họ Lycosidae.
Loài này thuộc chi Pardosa. Pardosa tikaderi được Arora & Monga miêu tả năm 1994.